# Обитель Ангелов
О фильме с таким же названием см. Обитель ангелов (фильм).
«Обитель ангелов» (яп. 天使禁猟区 Тэнси Кинрёку) — манга и аниме, созданные Каори Юки. 20-томная манга была адаптирована в полуторачасовой  аниме-фильм, выпущенный как OVA, являющийся скорее введением в мангу, чем законченной историей.
В ноябре 2009 года компания «Комикс-Арт» объявила о приобретении лицензии на российское издание манги-сериала «Обитель ангелов», а 30 ноября 2010 года вышел его первый том.

## Сюжет
История Angel Sanctuary начинается в конце двадцатого века в Токио. События происходят вокруг 16-летнего проблемного студента средней школы Сэцуны Мудо, который живёт обычной жизнью: участвует в уличных драках, мало учится. Его тайна — влюбленность в свою 15-летнюю сестру Сару.
Однажды Сэцуна узнаёт, что является реинкарнацией органического ангела Алексиэль, которая подняла восстание против других ангелов, став свидетельницей убийства ими группы демонов. Когда восстание закончилось, она запечатала своего младшего брата-близнеца, неорганического ангела Росиэля, в сердце Земли, так как не смогла его убить. Поверженная Алексиэль была наказана. Её тело было заморожено, а душа обречена бесконечно перерождаться в человеческом мире и проживать печальные судьбы.
К моменту повествования Росиэль освобождается от пут с помощью преданного слуги Катаны. Он пытается пробудить Алексиэль в теле Сэцуны. Юноша понимает, что пока Сара жива, душа его сестры не сможет освободиться, поэтому принимает решение убить Сару. Сэцуна осознаёт, что его с сестрой жизнь находится под угрозой и их пытаются разделить не только родители, но и ангелы. Он решает бежать с ней из города.
Пытаясь защитить Сэцуну, Сара погибает от рук одной из подчинённых Росиэля — Кириэ. Опустошенный, Сэцуна пробуждает душу Алексиэль, вызывая разрушение города. Адам Кадмон, ближайший к Богу ангел, вмешивается, повернув время вспять. Сразу после пробуждения Алексиэль время замораживается на Земле, Адам Кадмон предлагает сделку Сэцуне: он расскажет, как вернуть Сару к жизни, а взамен Сэцуна освободит его из заключения. Для поиска души Сары Сэцуна отправляется в ад, куда попала Сара за инцест с братом. Тело Сэцуны вводят в предсмертное состояние его друзья, на поиски Сары ему дается 7 дней.
Тем временем Сара просыпается в теле Габриэль, архангела воды. Выясняется, что она была её реинкарнацией. Со временем она возвращается в своё тело, но оказывается, что она беременна от ангела Сандолфона, чья душа обитает в теле его брата и который надеется, что Сара даст ему новое тело. После Росиэль поглощает его и получает его силы, что ускоряет его физическое и ментальное разложение, остатки души Сандолфона овладевают ей и заставляют видеть Сэцуну монстром.
При содействии Люцифера, владыки демонов, влюблённого в Алексиэль, Росиэль вскрывает башню Этэнамэнки, где живёт Бог и находится тело Алексиэль. Намереваясь спасти Землю, Сэцуна следует за ним, а вместе с ним и его друзья: Кураи и архангелы земли и огня (Уриэль и Михаэль); также им помогает Катан, надеющийся спасти Росиэля до того, как он потеряет свободу воли поступать так. В башне Росиэль убивает Катана. А Люцифер убивает образ Бога, но вскоре Бог обретает тело Адама Кадмона и тогда забирает из тела Росиэля кристалл разрушительной силы, которая с одной стороны вызывала убийственные склонности Росиэля, а с другой позволяла регенерировать тело. Только после этого Росиэль понимает, что убил того, кого любил и пытался защитить от самого себя. Осознав это, он переходит в состояние разрушительного отчаяния. С помощью Сэцуны пробуждается Алексиэль и открывает брату, что она всегда его любила: так как он был рождён противоположностью своей сестре, она пришла к соглашению с Богом, чтобы спасти ему жизнь, она согласилась быть заключённой в Эдеме, откуда она позже бежала вместе с Люцифером, и никогда не показывать своих чувств к брату. Затем она убивает больного саморазрушением Росиэля, после чего вновь начинает его вынашивать, чтобы постараться вырастить здоровым. Перед смертью Росиэль передаёт свою силу Сэцуне.
Сэцуна и его группа находят голову Адама Кадмона, которую используют для поддержания своей жизни эмбрионы нерождённых ангелов, и узнают, что она попыталась помешать Божьему плану уничтожения человечества, спрятав его и башню от ангелов. Голова надеялась, что реинкарнация Алексиэль может спасти Адама Кадмона. Так как Бог получал силы через Адама Кадмона, архангелы и Курай решают освободить его, в то время как Сэцуна противостоит Богу (громадному компьютеру) и встречает там Сару и Люцифера. Сара изгоняет Сандолфона из своего сознания, и Сэцуна побеждает Бога с помощью Люцифера. На Земле время вновь возвращается к нормальному состоянию, а Сэцуна и Сара наконец воссоединяются.

## Персонажи
Сэцуна Мудо (яп. 無道 刹那 Мудо Сэцуна) — человеческая реинкарнация ангела Алексиэль, получившая большую часть его сил. Персонаж безнадёжно влюблён в свою младшую сестру Сару, за что его ненавидит мать. Позже Сэцуна сбегает с Сарой из дома. Как и другие реинкарнации Алексиэль, Сэцуна обречен жить несчастливо и умереть медленной болезненной смертью.
Сэйю: Кэндзи Нодзима
Сара Мудо (яп. 無道 紗羅 Мудо Сара) — Младшая сестра Сэцуны Мудо, являющаяся реинкарнацией Гавриэль — ангела воды. Она добрая и заботливая девушка, поначалу не догадывающаяся о чувствах своего брата. Она тоже в него влюблена, хотя её любовь более возвышенная, чем у Сэцуны, но она не сопротивляется инцесту. Родители её матери родом из Англии.
Сэйю: Аяко Кавасуми
Алексиэль — падший ангел, «запечатанная» в Сэцуне и спасшая Курай. С детства была разлучена с братом, ей запретили с ним встречаться, угрожая, что погубят его, и ради него Алексиэль согласилась быть заключённой в Эдеме. Позже пошла против Бога.
Белиал — один из семи сатанов Подземного мира, изначально пол этого существа точно не известен, однако впоследствии выясняется данный демон, всё же, был женщиной.
Росиэль — брат Алексиэль, не видевший любви сестры и страдавший от этого. В отличие от сестры, его тело разлагалось, и люди считали его чудовищем. Поэтому очень переживал за свой внешний вид. Единственное дорогое ему существо — его ученик Катан. Росиэль убивает Катана, будучи невменяемым, и сильно страдает от этого. Идёт против Бога, отдав свои крылья Сэцуне.
Катан — херувим, созданный Росиэлем. Раньше был низшим звеном. Ратует за восстановление небесного порядка. Очень предан Росиэлю, понимает его и единственный говорит ему правду. В конце умирает от рук Росиэля, желая ему помочь.
Като — одноклассник, враг Сэцуны и одновременно друг Киры, превращён в голема ангелом Росиэлем. Его убил Сэцуна, когда в нём проснулась Алексиэль. Позже, встретив Като в Аиде, Сэцуна спасает его душу и возвращает к жизни. Они становятся друзьями. Като очень переживал из-за смерти и изменения Киры, который нанёс ему смертельные раны.
Сакуя Кира — лучший друг Сэцуны, реинкарнация семиглавого меча Алексиэль, вселившегося в смертельно раненного мальчика. Он же — Люцифер, падший ангел, которого звали Люцифиэль. Люцифер был влюблён в Алексиэль, тоже пошёл против Бога. Постепенно становится человеком, но не желает признавать этого.
Курай — повелитель Драконов, принцесса Империи Геенны, демон в образе маленькой девочки, переодетой в мальчика. Мечтает возродить Алексиэль, которая когда-то спасла её от ангелов. Ради достижения своей цели готова пожертвовать жизнью Сэцуны. Но потом влюбляется в Сэцуну и сильно ревнует его к Саре. Ради него даже соглашается стать невестой дьявола.
Арахна — трансвестит, родственник Курай.
Войс — вампир, брат-близнец Нойз. У каждого по одному крылу. Войс влюблён в Курай. Его убивает Арахна во время своего предательства.
Нойз — вампир, брат-близнец Войз. У каждого по одному крылу. Нойз делает стрижку как у брата и желает отомстить его убийце.
Михаэль — ангел Огня, брат Люцифера. Очень вспыльчивый. Желает отомстить брату за предательство. Глава чина Властей.
Рафаэль — ангел Воздуха, друг Михаэля. Обладает силой целителя. Глава чина Сил.
Джибрил (в русском сканлейте-Габриэль) — ангел Воды, её реинкарнация — Сара Мудо. На протяжении веков была принуждена быть ангелом-наблюдателем за Алексиэль. Бывшая глава чина Херувимов.
Уриэль — ангел Земли, Смерти и Покаяния. Главный судья, проклявший Алексиэль перерождаться и умирать страшной смертью. За это повредил себе горло, чтобы никогда больше не проклинать. Живёт в Аиде с куклой, которую сделал и полюбил.
Серафита — призрак Серафиты. Также на протяжении всей манги зовётся Адамом Кадмоном. Андрогинный шестикрылый ангел, самый сильный после Бога. На момент основного действия заточён в Башне Бога — Этеменанки. «Родитель» Алексиэль и Росиэля, которые были созданы из его тела и получили силу Серафиты. Его голова служила источником питания для эмбрионов ангелов.

## История создания
По словам Каори Юки, идея Angel Sanctuary была с ней «долгое время». В средней школе, будучи студенткой второго курса, она заинтересовалась историей падшего ангела Люцифера. В Angel Sanctuary она предложила свою интерпретацию истории об ангелах, которая существенно отличалась от традиционного представления о них в религиозной литературе. В Angel Sanctuary Юки опиралась на различные материалы, иногда включая в повествование цитаты из Библии. Она решила перенести время повествования Angel Sanctuary в Японию в «ближайшее будущее», так как на основную концепцию это в принципе не повлияет, а также потому, что она хотела бы в большей степени использовать современные стили одежды и униформы. В создании манги она прибегала к помощи специалистов — так, например, в создании татуировки на лице архангела Михаэля принимал участие настоящий тату-мастер, а редактор подписывал главы томов.
В то время она уже работала над готическим манга-сериалом «Тайна графа Каина», многие были против её желания начать другую серию. Первоначально было создано только 10 глав Angel Sanctuary, и она уже начала беспокоиться, разрешат ли ей закончить историю, но в конечном итоге ей разрешили продолжить работу над тем и другим сериалом одновременно. Затем ей пришлось приостановить работу над сериалом о графе Каине и многие поклонники манги настаивали на продолжении работы вместо уже начатой Angel Sanctuary. Во время сериализации Angel Sanctuary многие главы выходили под другим названием, в более привычном виде Angel Sanctuary вышла уже во время релиза.
В заключение: изначально планировался трагический финал, но Юки решила пользу счастливого конца, так как это было неблагодарно по отношению к поклонникам серии, которые не поленились и осилили-таки 20 томов манги. В своем послесловии она написала, что Сецуна и Сара достигли эмоциональной зрелости, после их приключения они будут жить долго и счастливо вместе.
Юки считала, что Сецуну легко понять, в отличие от её предыдущего героя, Каина. Характерно то, что значение фамилии Сецуны, Mudo означает «несправедливость» и «человек, сбившийся с пути», что идеально подходят для его характера. Она описывала Сару как героиню, которую «легко нарисовать». Изначально она придерживалась более активного участия Като в истории, рисуя его крупным планом ранней стадии создания манги.

## Манга
Главы Angel Sanctuary публиковались два раза в месяц в манга-журнале Hana Yume в период с 1994 по 2000 год. С 1995 по 2001 год 120 глав были выпущены издательством Hakusensha в форме танкобонов. Позже то же издательство перевыпустило мангу в десяти томах. В Северной Америке Angel Sanctuary издавался компанией Viz Media с 2004 по 2007 год.

## Аудио-постановки
Юки лично принимала участие в выборе голосов актёров для аудиоадаптации Angel Sanctuary; около двух-трёх прослушиваний для каждой роли. Десять человек пробовались на роль Сецуны, в конечном итоге был выбран Кэндзи Нодзима. Аяко Кавасуми озвучила Сару, Такэхито Коясу и Юко Миямура — Сакуя Киру и Курая соответственно. Для Арахны голос так и не был выбран. Антагонисты Катан и Росиэль были озвучены Синъитиро Мики и Нодзому Сасаки соответственно.

## OVА
OVA получил смешанные отзывы. Крис Беверидж из Mania Entertainment рекомендовал его, восхваляя качество анимации и считая сюжет «расширенным прологом» к событиям манги. Anime News Network в лице Терон Мартин охарактеризовал OVA как «острые, великолепно выглядящие серии, в которых смешаны элементы сёдзё и сцены насилия». Мартин также заметил, что интерпретация Юки иудеохристианских элементов может быть оскорбительной для христианских или еврейских зрителей. Дэйв Мэррилл из Anime Jump назвал Angel Sanctuary «претенциозной, запутанной болтовнёй» и подверг критике включение в сюжет аниме сцен инцеста. Эмми Шафер из THEM раскритиковала отношения Сары и Сецуна, назвав их «совершенно ненужными», отметив также, что они «полностью разрушили то, что могло бы быть твёрдой и … хорошей историей».